# Яна Шрамкова
Яна Шрамкова (на чешки: Jana Šrámková) е чешка литературна критичка и писателка на произведения в жанра социална драма, детска литература, сатира и публицистика.

## Биография и творчество
Яна Шрамкова е родена на 31 март 1982 г. във Високе Мито, Чехия. Тя е дъщеря на чешкия евангелски проповедник и теолог Павел Черни. Завършва Евангелската теологична семинария. През 2009 г. завършва специалност творческо писане и редакторска дейност в Литературната академия „Йозеф Шкворецки“ в Прага, където по-късно преподава. Тя е докторант в Театралния факултет на Академията за музикални изкуства в Прага.
През 2008 г. е издадена новелата ѝ „Хрускадотир“. „Исландската“, според подзаглавието ѝ, новела разказва историята на една съдбовна любов, включваща нещо повече от връзката между мъж и жена, а и намиране на приятелство, среда за живот и освобождаване от страха за бъдещето. Книгата получава положителна критика и печели наградата „Иржи Ортен“ заради особено изисканата работа с композицията, способността да се поддържат няколко времеви слоя в текста едновременно и да се развие силата на историята от напрежението между тях.
През 2010 г. е публикувана детската ѝ книга „Пътешествието на жабата Филемон“. Тя е история за пътуването на трима плюшени приятели, една жаба и две овце, до планината Крконоше, за да открият фабриката за играчки, от която идва Филемон, едноименният герой, който търси своя дом.
Тя публикува рецензии в чешкия седмичен вестник „Респект“ и във вестника за култура и критика A2, а нейни фейлетони се публикуват в списанията Brána, Život víry и др. Нейни коментари редовно се излъчват по радиото като част от сутрешния ефир. В списание „Респект“ тя и писателите Ян Немец и Ивана Мишкова публикуват полемичен текст от 12 абзаца за прозата, в който се самоопределят срещу някои механизми на съвременната литературна практика, с което предизвикват широк обществен дебат.
Част от произведенията ѝ са екранизирани в едноименните филми.
Яна Шрамкова живее в Прага.

## Произведения
- Hruškadóttir: "Islandská" novela (2008) – награда „Иржи Ортен“[1][3]
- Putování žabáka Filemona (2010)
- Zázemí (2013)
- Zuza v zahradách (2015)
- Kuba Tuba Tatubahn (2015) – с Филип Пошивач, награда „Златна панделка“
- Bratři v poli (2017)
- Dům číslo 226 (2018) – с Андреа Тачези, награда „Златна панделка“ за детска литература
- Ester (2021)
- Fánek hvězdoplavec (2022) – награда „Магнезия Литера“ за детска литература
- Tonda, Slávka a kouzelné světlo (2023) – с Филип Пошивач

### Екранизации
- 2022 Zuza v zahradách
- 2023 Tonda, Slávka a kouzelné světlo – анимационен филм